# Robelis Despaigne
Robelis Despaigne Sanquet, född 9 augusti 1988 i Santiago de Cuba, är en kubansk taekwondoutövare och MMA-utövare.
Han tog OS-brons i tungviktsklassen i samband med de olympiska taekwondo-turneringarna 2012 i London.